# Grote Reber

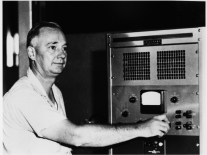
Grote Reber

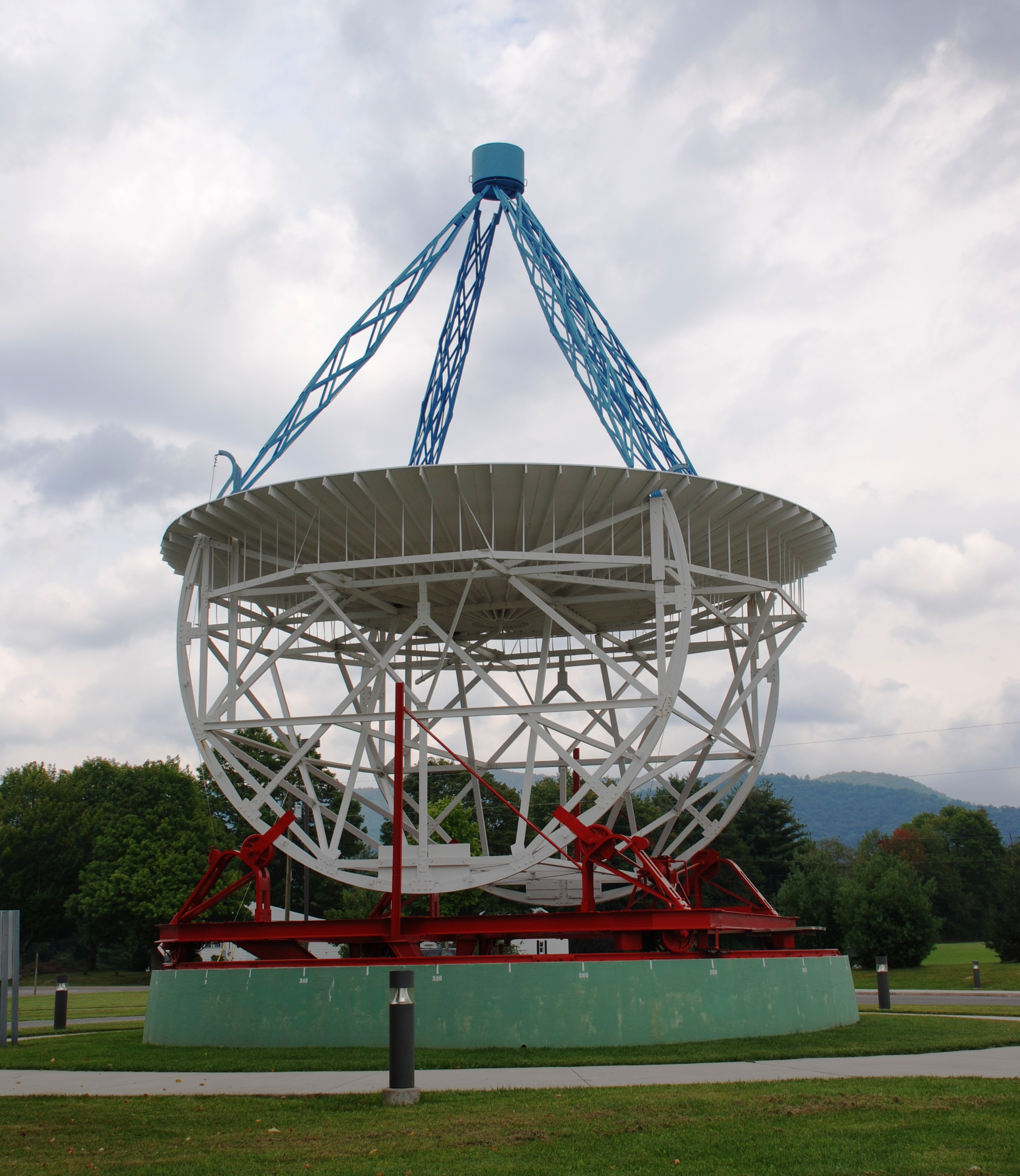
Wieder aufgebautes 9-Meter-Teleskop von Grote Reber

Grote Reber (* 22. Dezember 1911, Wheaton bei Chicago; † 20. Dezember 2002, Tasmanien, Australien) war ein US-amerikanischer Radioastronom. Er gehörte zu den Pionieren der Radioastronomie und führte die erste Himmelsdurchmusterung im Radiofrequenzbereich durch. Für nahezu ein Jahrzehnt war er von 1937 an der einzige Radioastronom der Welt.

## Leben und Werk
Der in einem Vorort von Chicago geborene Reber graduierte 1933 in Nachrichtentechnik am Armour Institute of Technology (später Illinois Institute of Technology).
Von 1933 bis 1947 arbeitete er in verschiedenen Radiofabriken in Chicago. Ab 1933 beschäftigte er sich mit den Arbeiten des Astronomen Karl Jansky über Teleskope, die hochfrequente Strahlung detektieren und beschloss, auf diesem Gebiet zu arbeiten. Er trat in die Bell Labs ein, wo Jansky während der großen Depression beschäftigt war.

### Pionier der Radioastronomie
Reber baute bis 1937 zudem an einem eigenen Radioteleskop in Wheaton bei Chicago. Sein Radioteleskop war wesentlich weiter entwickelt als das von Jansky und bestand aus einer parabolischen Metallschüssel mit 9 Metern Durchmesser, die auf einen 8 Meter über der Schüssel stehenden Radioempfänger fokussiert wurde. Die gesamte Baugruppe war auf einem kippbaren Ständer montiert, sodass sie in verschiedene Richtungen ausgerichtet, jedoch nicht gedreht werden konnte. Das Teleskop wurde im September 1937 fertiggestellt, später abgebaut und beim Green-Bank-Observatorium wieder aufgebaut. Das Teleskop ist heute National Historic Landmark.
Mit diesem Teleskop durchmusterte er den beobachtbaren Himmel bei verschiedenen Frequenzen im Radiobereich. Bis 1941 gelang ihm eine vollständige Durchmusterung, mit einigen Ergänzungen publizierte er 1943 seine Daten schließlich.
Bis in die 1950er Jahre wurde der Hochenergiebereich immer noch als Schwarzkörperstrahlung gerechnet, obwohl Rebers Daten etwas anderes zeigten. Doch in den 1950ern expandierte auf Grund Rebers Veröffentlichung das Gebiet der Radioastronomie und die theoretischen Modelle wurden fortentwickelt. Die meisten Erkenntnisse der modernen Radioastronomie und Strahlungs-Astrophysik wurden von Reber angestoßen.

## Ehrungen
- 1962 Henry Norris Russell Lectureship
- 1962 Bruce Medal
- Der Asteroid (6886) Grote wurde nach ihm benannt.